# Tamako Market
Tamako Market (たまこまーけっと?, Tamako Māketto) è una serie TV anime giapponese originale prodotta dallo studio Kyoto Animation e diretta da Naoko Yamada. È andata in onda per la prima volta in Giappone dal 10 gennaio 2013. In Italia è inedita, mentre per il Nord America la serie è stata licenziata da Sentai Filmworks. L'8 aprile 2013 è stata pubblicata una light novel basata sulla storia dell'anime. Un film sequel della serie TV intitolato Tamako Love Story! è stato proiettato nelle sale nipponiche da aprile 2014.

## Trama
Tamako Kitashirakawa è la figlia maggiore di una famiglia che gestisce un mochi shop chiamato "Tama-ya" nel distretto commerciale di Usagi-yama. Un giorno Tamako incontra uno strano uccello parlante chiamato Dera Mochimazzi che inizia ad abitare nella sua casa, diventando quindi uno scroccone. La serie segue la vita quotidiana di Tamako, dei suoi amici, della sua famiglia, dei suoi vicini e di questo peculiare uccello.

## Personaggi

### Principali
Tamako Kitashirakawa (北白川 たまこ?, Kitashirakawa Tamako)
Doppiata da: Aya Suzaki
Personaggio che dà il titolo alla serie e protagonista, Tamako è una ragazza al primo anno delle superiori, la cui famiglia gestisce un negozio che vende mochi nel distretto commerciale della loro città, chiamato Tama-ya. Vive felice e spensierata la sua vita da studentessa delle superiori e da membro del club delle majorette con le sue amiche Kanna e Midori. Aiuta la sua famiglia a gestire il negozio di mochi e ad inventarsi nuovi tipi di mochi da offrire ai clienti. Il suo compleanno è la vigilia di Capodanno e spesso viene dimenticato a causa dei molti impegni che tale giornata comporta per i negozianti del distretto commerciale, ma Tamako aiuta lo stesso in negozio anche in quella giornata. Tamako è nervosa a parlare in pubblico e ha problemi a nuotare. Appare come una persona lenta a comprendere certi concetti, in particolare quelli riguardanti i sentimenti provati dalle altre persone. Tamako è uno dei pochi personaggi che non è a conoscenza dei sentimenti provati da Mochizō nei suoi confronti e non nota nemmeno che la sua sorella minore Anko ha una cotta per un suo compagno di scuola. Tamako nutre Dera con i suoi mochi classici e quelli nuovi da lei sperimentati, ma ciò ha portato l'uccello ad ingrassare ancora di più e a rendergli impossibile volare regolarmente.
Dera Mochimazzwi (デラ・モチマッヅィ?)
Doppiato da: Takumi Yamazaki
È un uccello che sta compiendo un lungo viaggio per trovare una moglie al principe, suo padrone. Tuttavia dopo aver perso i sensi viene portato nella casa di Tamako. Dopo un paio di giorni inizia ad ingrassare per aver mangiato troppi mochi, tanto da non riuscire a riprendere subito il suo cammino.
Midori Tokiwa (常盤 みどり?, Tokiwa Midori)
Doppiata da: Yūki Kaneko
È una tra le migliori amiche di Tamako ed è molto popolare a scuola, tanto che riceve i cioccolatini di San Valentino sia dai ragazzi che dalle ragazze. Frequenta il club delle majorette.
Kanna Makino (牧野 かんな?, Makino Kanna)
Doppiata da: Juri Nagatsuma
È una tra le migliori amiche di Tamako, e la sua famiglia lavora nell'edilizia, infatti lei è molto interessata ad aggiustare oggetti. È anche nella stessa classe di Tamako e di Asagiri. Frequenta il club delle majorette.
Shiori Asagiri (朝霧 史織?, Asagiri Shiori)
Doppiata da: Yurie Yamashita
È una delle compagne di classe di Tamako, frequenta il club. È una persona molto timida tanto che a volte non riesce a parlare con gli altri. Un giorno l'uccello Dera mentre precipita viene salvato da Asagiri e da quel momento lui si innamora della ragazza; quest'ultima comprende che lui vive nella casa di Tamako e dopo una giornata insieme e dopo un po' di incomprensioni diventano amiche.
Mochizō Ōji (大路 もち蔵?, Ōji Mochizō)
Doppiato da: Atsushi Tamaru
È un ragazzo della stessa scuola di Tamako ed oltre ad essere il suo vicino di casa, la sua famiglia ha un negozio di mochi e quindi sono in continua concorrenza con il negozio della famiglia Kitashirakawa. È innamorato di Tamako, ma non riesce ad esprimere i propri sentimenti tanto da non riuscire a darle il regalo del compleanno.
Choi Mochimazzwi (チョイ・モチマッヅィ?)
Doppiata da: Yuri Yamaoka

### Famiglia di Tamako
Anko Kitashirakawa (北白川 あんこ?, Kitashirakawa Anko)
Doppiata da: Rina Hidaka
Mamedai Kitashirakawa (北白川 豆大?, Kitashirakawa Mamedai)
Doppiato da: Keiji Fujiwara
Fuku Kitashirakawa (北白川 福?, Kitashirakawa Fuku)
Doppiato da: Tomomichi Nishimura
Hinako Kitashirakawa (北白川 ひなこ?, Kitashirakawa Hinako)
Doppiata da: Yōko Hikasa

### Usagiyama shopkeepers
Gohei Ōji (大路 吾平?, Ōji Gohei)
Doppiato da: Fumihiko Tachiki
Michiko Ōji (大路 道子?, Ōji Michiko)
Doppiata da: Satsuki Yukino
Kaoru Hanase (花瀬 かおる?, Hanase Kaoru)
Doppiato da: Daisuke Ono
Kunio Yaobi (八百比 邦夫?, Yaobi Kunio)
Doppiato da: Kōji Tsujitani
Chōji Yumoto (湯本 長治?, Yumoto Chōji)
Doppiato da: Kyosei Tsukui
Sayuri Yumoto (湯本 さゆり?, Yumoto Sayuri)
Doppiata da: Junko Iwao

### Altri
Mecha Mochimazzwi (メチャ・モチマッヅィ?)
Doppiato da: Hiro Shimono

## Media

### Anime
Tamako Market è composto da 12 episodi, prodotto da Kyoto Animation ed è stato trasmesso dal 10 gennaio al 28 marzo 2013 su Tokyo MX. La serie è diretta da Naoko Yamada e la sceneggiatura è scritta da Reiko Yoshida. Il direttore artistico è Ikuko Tamine e i character designs sono curati da Yukiko Horiguchi. Il direttore del suono è Yota Tsuruoka e la musica è composta da Tomoko Kataoka. Le sigle di apertura e chiusura sono rispettivamente "Dramatic Market Ride" (ドラマチックマーケットライド?, Doramachikku Māketto Raido) e "Neguse" (ねぐせ?), che sono entrambe interpretate da Aya Suzaki sotto il nome del suo personaggio Tamako Kitashirakawa.
Una serie di special spin-off è stata inoltre distribuita assieme ai DVD: i sei episodi, composti da due soggetti differenti, hanno per protagonisti Dera e la pettanko Choi. Presentata con l'unico titolo di Tamako maketto pettanko anime (たまこまーけっと ぺったんこアニメ?), la serie racchiude 3 episodi sul Dera's bar e 3 episodi sulle avventure di Choi, Oh Choco Choi-chan
Al momento l'anime è inedito in Italia, mentre è stato licenziato in Nord America da Sentai Filmworks ed è diffuso in streaming su Anime Network. È inoltre trasmesso in streaming anche nel Regno Unito su Anime on Demand..

#### Episodi
| Nº | Titolo italiano (Traduzione originale) Giapponese 「Kanji」 - Rōmaji | In onda          | In onda |
| Nº | Titolo italiano (Traduzione originale) Giapponese 「Kanji」 - Rōmaji | Giapponese       |         |
| 1  | Lei è la graziosa figlia di un cuoco di mochi 「あの娘はかわいいもち屋の娘」 - Ano ko wa kawaii mochiya no musume | 10 gennaio 2013  |         |
| 1  | Mentre acquista dei fiori dal suo fiorista di fiducia, Tamako Kitashirakawa, la figlia di un venditore e cuoco di mochi, incontra un particolare uccello parlante di nome Dera Mochimazzwi, che decide di seguirla a casa. Come Tamako e sua sorella minore Anko si recano ai bagni pubblici quella sera stessa, Dera le raggiunge ai bagni tramite l'amico d'infanzia di Tamako, Mochizō Oji. Qui l'uccello tenta di spiare le ragazze, ma senza successo. All'arrivo del Capodanno, Dera ha messo su peso mangiando molti dei mochi preparati da Tamako, essendosi affezionato ad essi. I negozianti del quartiere commerciale e Oji si recano al negozio per portare il regalo per il compleanno di Tamako, ma all'improvviso Dera rischia di soffocare mangiando un mochi. Il fatto spinge tutti ad aiutarlo e tutti si dimenticano di dare il regalo a Tamako e di farle gli auguri. |                  |         |
| 2  | Un San Valentino che sboccia d'amore 「恋の花咲くバレンタイン」 - Koi no hanasaku Barentain | 17 gennaio 2013  |         |
| 3  | Arriva la ragazza cool 「クールなあの子にあっちっち」 - Kūru na ano ko ni atchitchi | 24 gennaio 2013  |         |
| 4  | Fiorisce un piccolo amore 「小さな恋、咲いちゃった」 - Chīsana koi, saichatta | 31 gennaio 2013  |         |
| 5  | Abbiamo passato la notte insieme 「一夜を共に過ごしたぜ」 - Ichiya o tomo ni sugoshita ze | 7 febbraio 2013  |         |
| 6  | Anch'io ho avuto i brividi lungo la schiena 「俺の背筋も凍ったぜ」 - Ore no sesuji mo kōtta ze | 14 febbraio 2013 |         |
| 7  | Quella ragazza si è sposata 「あの子がお嫁に行っちゃった」 - Ano ko ga oyome ni itchatta | 21 febbraio 2013 |         |
| 8  | Non lasciate che mi chiamino pollo 「ニワトリだとは言わせねぇ」 - Niwatori dato wa iwasenē | 28 febbraio 2013 |         |
| 9  | Cantando una canzone d'amore 「歌っちゃうんだ、恋の歌」 - Utatchaunda, koi no uta | 7 marzo 2013     |         |
| 10 | Un fiore sboccia sul bastone di quella ragazza 「あの子のバトンに花が咲く」 - Ano ko no baton ni hana ga saku | 14 marzo 2013    |         |
| 11 | Chi l'avrebbe detto che lei fosse la principessa? 「まさかあの娘がプリンセス」 - Masaka ano ko ga purinsesu | 21 marzo 2013    |         |
| 12 | Un altro anno è trascorso 「今年もまた暮れてった」 - Kotoshi mo mata kuretetta | 28 marzo 2013    |         |

Episodi bonus
| Nº | Titolo italiano (Traduzione originale) Giapponese 「Kanji」 - Rōmaji                 | Prima pubblicazione | Prima pubblicazione |
| Nº | Titolo italiano (Traduzione originale) Giapponese 「Kanji」 - Rōmaji                 | Giapponese          |                     |
| 1  | Il bar di Dera 1 「デラ's BAR 1」 - Derazu Bā 1                                      | 20 marzo 2013       |                     |
| 1  | Dera ha problemi nell'insegnare a Tamako e ai suoi amici come comportarsi in un bar. |                     |                     |
| 2  | Il bar di Dera 2 「デラ's BAR 2」 - Derazu Bā 2                                      | 17 aprile 2013      |                     |
| 3  | Il bar di Dera 3 「デラ's BAR 3」 - Derazu Bā 3                                      | 15 maggio 2013      |                     |
| 4  | Ochoko Choi-chan 1 「おっちょこチョイちゃん 1」 - Ochokko Choi-chan 1                | 19 giugno 2013      |                     |
| 5  | Ochoko Choi-chan 2 「おっちょこチョイちゃん 2」 - Ochokko Choi-chan 2                | 17 luglio 2013      |                     |
| 6  | Ochoko Choi-chan 3 「おっちょこチョイちゃん 3」 - Ochokko Choi-chan 3                | 21 agosto 2013      |                     |

### Light novel
Una light novel intitolata Tamako Market, scritta da Mutsuki Ichinose e illustrata da Yukiko Horiguchi, fu pubblicata da Kyoto Animation l'8 aprile 2013.

### Film
Un film d'animazione, sequel della serie televisiva e intitolato Tamako Love Story (たまこラブストーリー?), ha debuttato nelle sale cinematografiche giapponesi il 26 aprile 2014. Il film è stato prodotto sempre da Kyoto Animation e lo staff e il cast sono rimasti invariati rispetto alla serie TV.